# Растодер, Осман
Осман Растодер (босн. Osman Rastoder; 1882, Петница — 23 января 1946, Радманци) — мусульманский духовный лидер (ходжа) и командир коллаборационистской мусульманской милиции Санджака в Верхнем Бихоре в годы Второй мировой войны. Сотрудничал с итальянскими и немецкими властями.

## Биография
Учился в турецком медресе в Джаковице, школе в Нови-Пазаре и Царограде. Знал прекрасно турецкий, арабский и албанский языки. С 1926 года работал преподавателем в школах Петницы и Савин-Бора. С 1929 года имам в Петнице. Поводом для заступления Османа на службу оккупационным силам стала гибель его сына Авдула в Беране от рук полицейских. Возглавил боевые группы мусульман Санджака, которые устраивали набеги на сербские деревни: во время разгоревшегося черногорского восстания сражался против четников в Беране.
Осенью 1941 года Растодер стал официальным командиром милиции в Санджаке, начав патрулировать Бихор и организовав штаб в Петнице. Налётам подвергались деревни Петница, Трпези и Врбице. С 1942 года его врагами стали и коммунистическое партизаны Иосипа Броза Тито. По приказу Османа были депортированы в Косовску-Митровицу все евреи, откуда их развезли по концлагерям. Вместе с полевыми командирами Сулейманом Пачаризом и Хусейном Ровчанином он организовал конференцию в деревне Годиева, на которой решился проводить регулярные грабежи сербских деревень в Сенице и других территориях Санджака. 31 марта 1942 лидер четников Павле Джуришич предложил Растодеру перемирие, которое тот отверг.
После капитуляции Италии Растодер разоружил в сентябре 1943 года гарнизоны итальянцев и пополнил свой отряд милиции. В помощь ходже отправлялись албанские боевики и немецкие полицаи: 22 января 1944 в Беране им были уничтожены 35 югославских и 19 итальянских партизан из дивизии «Гарибальди». До конца 1944 года он сотрудничал с Джуле Аговичем. После того, как Санджак был занят партизанами, Растодер ушёл в подполье. Только в 1946 году он был убит.
В феврале 2013 года боснийская община Люксембурга учредила премию имени муллы Османа Храстодера.